# フルトン回収システム

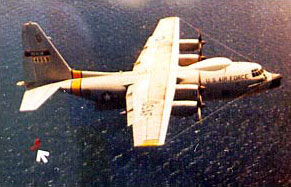
The Fulton system in use

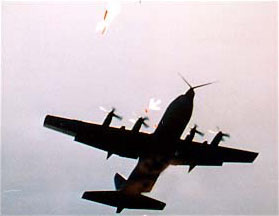
The Fulton system in use from below

フルトン回収システム（Fulton surface-to-air recovery system, 略称 STARS）は、CIA、アメリカ空軍及び海軍により用いられた、地上の人間を航空機によって回収するためのシステムである。別名スカイフック。
回収にはMC-130E コンバット・タロン IやB-17といった航空機が用いられた。このシステムはオーバーオールに取り付けられたハーネスと引き上げ用のロープに設置された自分で膨らませる気球で構成されている。MC-130Eは、引き上げ用ロープをV字型フックに捕らえ、人間を機上まで巻き上げる。 引き上げ用ロープに取り付けられた赤い旗は、昼間の回収の際にパイロットへの目印となる（夜間はロープに取り付けられたライトが目印となる）。尚このシステムは1〜2人を回収できるように設計されている。
このシステムは、1950年代初め、CIA向けに発明家のロバート・エジソン・フルトンJr.が開発した。これは第二次世界大戦時にアメリカ軍・イギリス軍によって用いられた類似のシステムを発展させたもので、元々は人間と空挺作戦後に墜落した軍用グライダーの両方を回収するものだった。この原型となるシステムは気球を使わず、2本のポールを用いた。片方は地上に設置し、もう片方のポールにいる人間を回収するものだった。航空機（大抵はC-47）が回収する人間のいる引き上げ用ロープを掴んだフックを引き上げる。

## 回収システムの開発
フルトン回収システムの試みは1950年にCIAとアメリカ空軍によって始められた。発明家のフルトンは、信頼できる手法を開発するために、ゴム気球、ナイロンのロープ、10〜15ポンド（4.5~6.8kg）の重りを用いて、多数の引き上げ法を考案した。ルイス・デ・フロリス中将（CIAの技術開発の責任者でフルトンの息子）は、このシステムは軍で使用されるのが最良だと信じ、フルトンを海軍開発事務局（ONR）に接触させ、フルトンはそこの航空企画部門から開発の契約を得た。
その後の数年で、フルトンは回収システム用の機上と地上の装備を改良した。カリフォルニア州エル・セントロに拠点を置き、コロラド砂漠で海軍のP2Vを用いた多くの実験を行なった。実験で使用した編みナイロンのロープは4000ポンド（1800kg）まで耐えられた。
人形を用いた実験ののち、生きたブタ（神経系が人間に似ている）を用いて実験を行なった。ブタは空中で毎時125マイル（毎時200km）で回転し、負傷せずに機上まで上がったが、ブタは方向感覚を失っていた。
1958年までにフルトン回収システム（別名スカイフック）は完成した。地上装備は500フィート（150m）の高強度ナイロン編みロープが取り付けられたハーネス、ヘリウムの入れられた飛行船型の気球が含まれ、航空機から投下できる。

Illustration of operating principle of the Fulton recovery system

回収用の航空機は二本の中空の鉄製パイプでできた「角」が装備されている。これは長さ30フィート（9m）、機首から見て70度の角度がつけられている。航空機は425フィート（130m）にある、マイラー（BoPET、二軸延伸ポリエチレンテレフタラート）製の目印を目標にして、ロープに向かって飛ぶ。機首の「角」にロープが捕まると、気球は投棄されてばね仕掛けの機構（スカイアンカー）がロープを機体に固定・安定させる。この後、ロープは機上のクルーによって切断され、ウインチに取り付けられた後、人または貨物を引き上げる。引き上げ用ロープが誤って航空機のプロペラに引っかかることを防ぐため、偏向用のケーブルが機首から翼端までに設置されている。
S-2対潜哨戒機によるアメリカ海軍のテストののち、墜落したパイロット救出用に使用された。実戦でフルトン回収システムを装備したS-2がどの程度用いられたかは不明である

## 初めての人間の回収

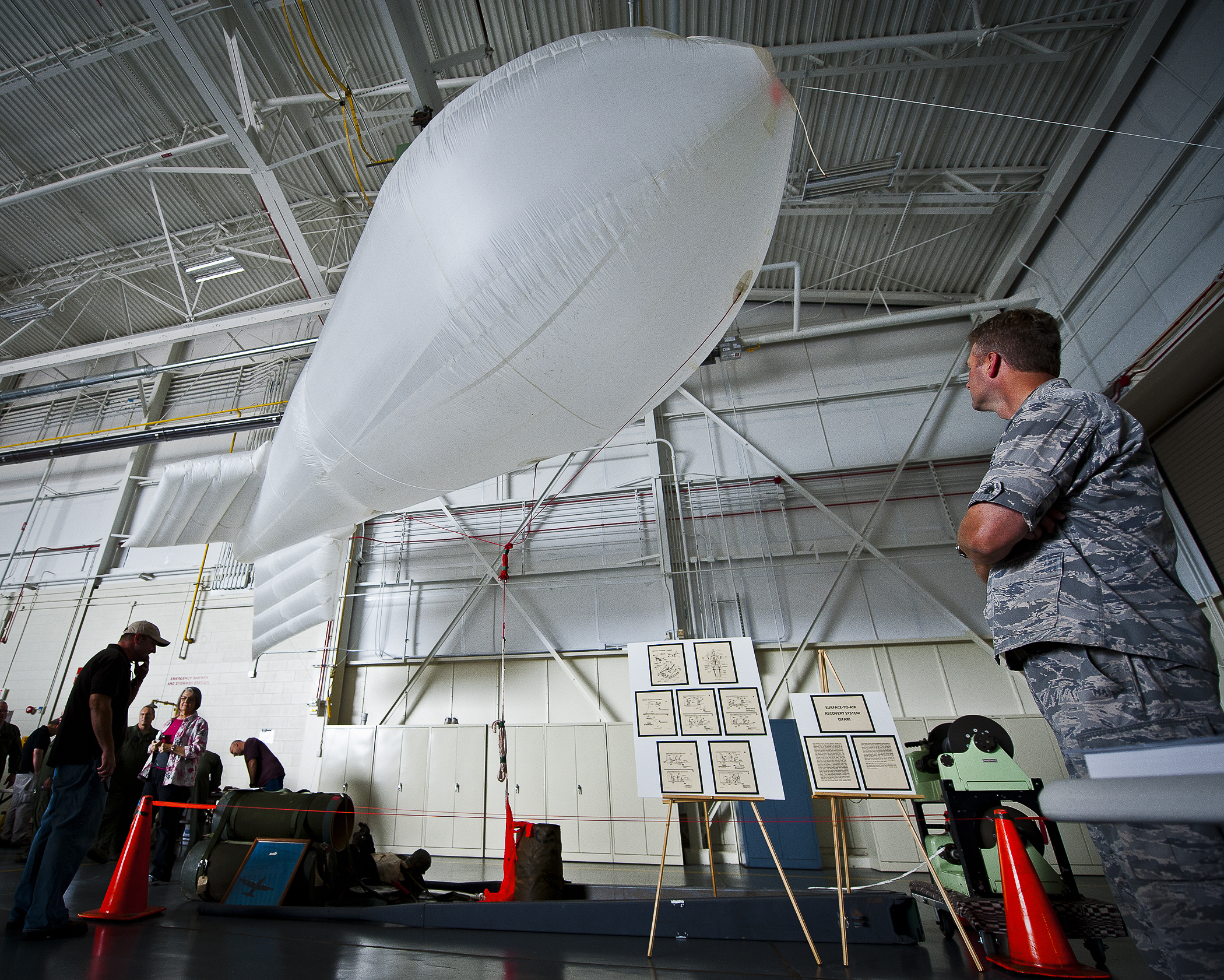
The Fulton balloon

CIAは密かに特別行動部の非正規の士官に対して、1952年にフルトン回収システムの前身となるシステムを用いた訓練を行なっていた。最初の人間を回収する任務で、作戦で使用されたと認められているのは、1952年11月29日の満州でのことである。 CIAのC-47パイロットのノーマン・シュワルツとロバート・スノーディは1952年末に回収の訓練を受けていた。CIAの非正規士官ジョン・T・ダウニーとリチャード・G・フェクトーは、この地域の反共支持者との連絡員を回収するため11月24日の週に急いで訓練を受けた。この任務は中国人民解放軍によって航空機が撃墜されたことで失敗に終わったが、二人は逃げ延びた。伝えられるところによれば、イギリス軍がアメリカのこの前身となるシステムを用いて彼らを回収したらしい。
フルトン回収システムを用いた、最初の人間の回収は1958年8月12日に、P2Vを用いてアメリカ海兵隊二等軍曹のレヴィ・W・ウッドを回収した時である 。回収されるときの衝撃は、パラシュートが開く時よりも小さかったという。ある人は表現するところでは、機首のアームにロープが接続された後は「ズボンを蹴られる」のに近く、人間は垂直に低速で100フィート（約30メートル）持ち上げられ、その後に飛行機の背後で流線型になった。ウインチで巻き上げられた後は腕と脚を伸ばして体が回転するのを防いだ。回収の過程は約6分で終了した。
1960年8月、海軍航空開発班司令官のエドワード・A・ロジャー大尉はアラスカのポイント・バローで、海軍極地研究所のマックス・ブレワー博士監督の下、P2Vによる回収実験を行なった。フルトンが機上で装備を監視する中、P2Vは郵便を氷山T-3（フレッチャーの氷の島として知られる）から回収した。この郵便にはツンドラから発掘されたマストドンの牙、ピーター湖で採取された地質標本が含まれていた。試験の最後、P2Vは砕氷船バートン・アイランドの近くに救出用小包を投下した。砕氷船のボートがこれを回収し、甲板まで持ち帰られて回収は成功した。

## コールドフィート計画
フルトン回収システムが初めて作戦で用いられたのは、放棄され漂流しているソ連の基地を調査するコールドフィート計画である。1962年5月に二人のエージェントがNP 8基地に空挺降下し、72時間後に彼らの集めたソ連の装備を回収した。この任務でソ連の北極の調査活動についての情報を得た。この情報には氷の下で潜水艦を発見するための音響についての先端研究と北極における対潜戦の技術についての成果が含まれている。

## その後
フルトン回収システムは1965年から1996年にかけて、C-130の派生機のMC-130シリーズとHC-130シリーズで使用された。C-123でも用いられた。システムに危険が大きいことは明白であったが、1982年までの17年間で生命に関わる事故は1度だけだった。 長距離飛行の可能なヘリコプターが増えたこと、空中給油が可能になったことで、このシステムはあまり使われなくなった。1996年9月、空軍特殊作戦コマンドはシステムの運用を止めた。

## 登場する作品
『Buck Danny』
フルトン回収システムの前身が登場する。
『007 サンダーボール作戦』
ジェームズ・ボンドと仲間のドミノが、フルトン回収システムを装備したB-17に回収される。
『グリーン・ベレー』
ベトコンの士官を南ベトナムに連れ去るのに使用。
『ダークナイト』
ルーシャス・フォックスが飛行中の航空機に再搭乗する手段として言及。また回収システムを搭載したL-100が登場し、バットマンがマフィアの会計士ラウを香港からゴッサム・シティに連れ去るのに使用した。
『メタルギアソリッド3』『メタルギアソリッド ポータブル・オプス』『メタルギアソリッド ポータブル・オプス+』『メタルギアソリッド ピースウォーカー』『メタルギアソリッドV』
「3」では存在が言及され、カットシーンで装置が一瞬映った。
「MPO」では通信対戦でのキャラクター変更時に使用する。「MPO+」ではそれに加えてミッションを途中放棄するためのアイテムとして登場。
「ピースウォーカー」と「V」では、敵兵・捕虜を回収する、ゲームの中核をなすシステムとして登場するが、その描写は実際とかけ離れている（気球で回収対象を浮かせた後、凄い勢いで空中に回収される）。なお「V」では動物、車両、コンテナも回収できる。
『バトルフィールド4』
レッカーらトゥームストーンがダムを破壊したあと、スエズ運河を航行する｢強襲揚陸艦ヴァルキリー｣へ向かう為グリーンランド少佐が用意した本システムを使いAC-130に回収される。
『クライング フリーマン』